# 第10回オールスター競輪
第10回オールスター競輪は、1965年に川崎競輪場で行われた。

## 決勝戦
開催四日目が中止順延となりこどもの日に行われる事になった決勝戦当日、消防定員が2万5千人程度しかない川崎競輪場に4万7000人ほどが来場したため、スタンドの屋根によじ登ったりするなどして観戦していた客も大勢いたが、それでも収まりきらなかったため、スタンドにいた約3000人の客をバンク内へと入れることにした。
一方、このような異常事態となったことを重く見た主催者は、一時は決勝戦の中止も検討していたが、バンク内にいた客が一様に整然とした面持ちでレースを待っていたことを受け、決勝戦を行うことにした。
- 5月5日（水・祝）

| 着順 | 車番 | 選手       | 登録地   |
| ---- | ---- | ---------- | -------- |
| 1    | 9    | 白鳥伸雄   | 千葉県   |
| 2    | 3    | 高原永伍   | 神奈川県 |
| 3    | 5    | 平間誠記   | 宮城県   |
| 4    | 7    | 加藤晶     | 京都府   |
| 5    | 4    | 福島昭亮   | 埼玉県   |
| 6    | 8    | 田中省吾   | 岡山県   |
| 7    | 2    | 吉田実     | 香川県   |
| 8    | 6    | 松川周次郎 | 香川県   |
| 9    | 1    | 石田雄彦   | 和歌山県 |

- 配当 
  - 連勝単式 6－3　1110円

## レース概要
大会3連覇がかかる高原が、番手の平間、3番手の白鳥を連れ、最終ホーム通過付近で誘導を交わして主導権を握る。最終2センター付近で、3番手の白鳥が仕掛けに出たところ、直線では高原、平間、白鳥、加藤が横一線で並ぶ形となり、ゴール寸前、白鳥がわずかに高原を交わして優勝。2着高原、3着平間で入線した。

## 白鳥胴上げ事件
1着で入線した直後、右手を高々と挙げながらクールダウンに入っていた白鳥を、4角付近で大勢の客が止め、その後「胴上げ」を始めた。この胴上げは5分程度続いたと言われている。当時はまだ、競輪というと観客のトラブルによる暴動事件が頻発していた頃であったが、客が選手を祝福するという、前代未聞の出来事とあいまった。
しかし、この一件により川崎競輪場では以後、警備不能を理由に特別競輪（現在のGI）の開催地に立候補しなくなり、長らくグレードレースはGIII相当の開設記念競輪（桜花賞典・海老澤清杯競輪、通称桜花賞）のみという状態が続いていた。ただ、その後川崎競輪場ではGII相当のサマーナイトフェスティバルを3回開催するなど実績を重ね、2021年2月に第36回読売新聞社杯全日本選抜競輪が開催されて特別競輪と呼ばれた時代を含めて56年ぶりにGIを開催した。

## 特記事項
- 決勝戦中継は、TBS系列で放送された。

- 六日間の総売上は、17億0072万4900円だった。